# Kazimierz Lewicki (pszczelarz)

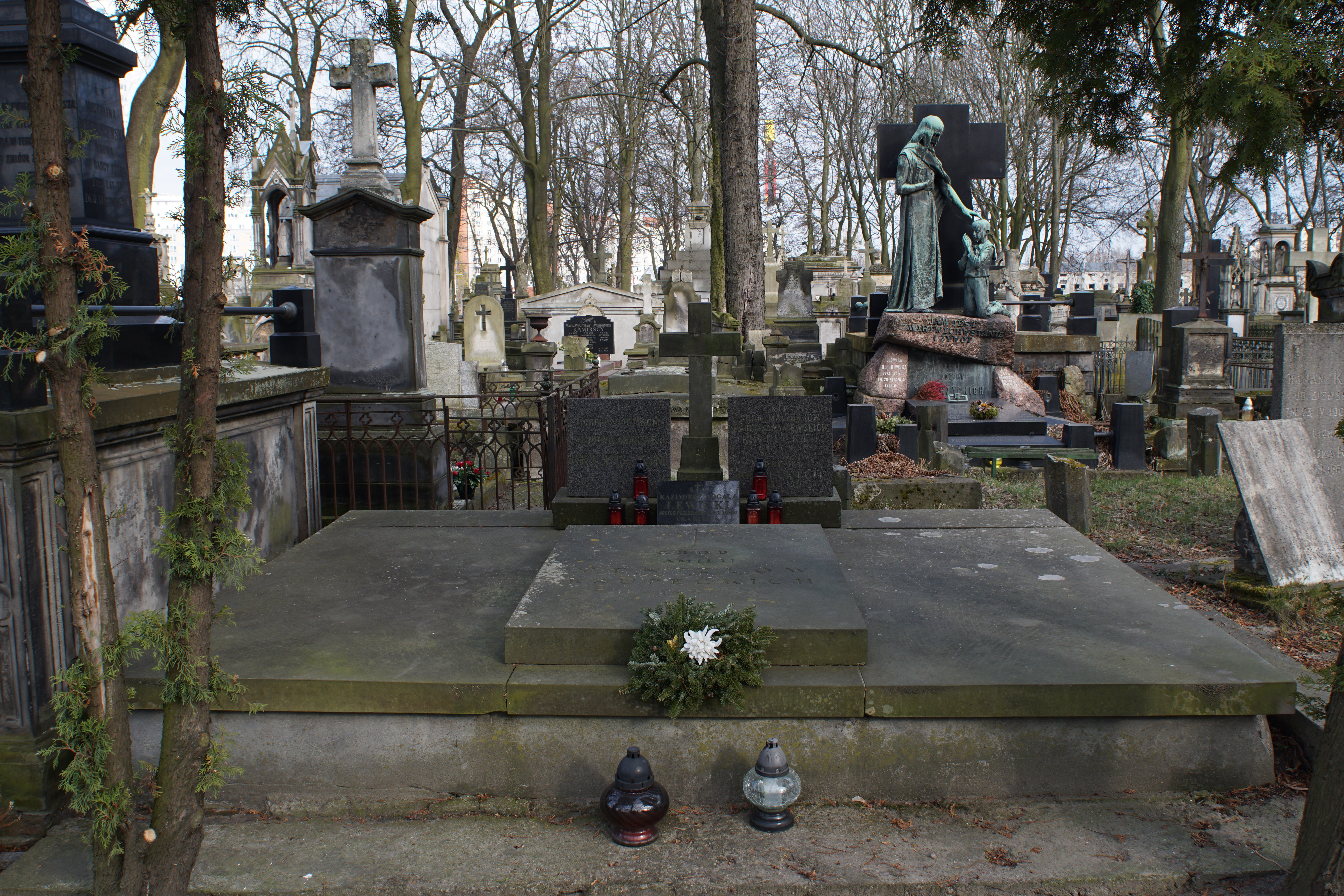
Grób Kazimierza Lewickiego na cmentarzu Powązkowskim

Kazimierz Lewicki (ur. 4 marca 1847 w Bordziłówce, zm. 27 maja 1902 w Tworkach) – polski pszczelarz, założyciel pierwszego na świecie muzeum pszczelarstwa (w Warszawie na Koszykach), publicysta, pedagog.
Urodzony 4 marca 1847 w rodzinie szlacheckiej, we wsi Bordziłówka pod Konstantynowem Podlaskim.
Autor książeczki Pszczelnictwo (1882).
We wsi Ławki pod Łukowem stworzył wzorową pasiekę z uli ramowych własnego pomysłu, które uzyskały nazwę „warszawskich”. Pod koniec życia także ul „bezdenek” z nadstawką. Wydawał pismo Pszczoła, publikował artykuły na temat pszczelarstwa w Gazecie Świątecznej.
W wyniku nieszczęśliwego wypadku zaczął tracić wzrok. Przed rokiem 1884 oślepł zupełnie, nie zaprzestał jednak działalności związanej z pszczelarstwem.

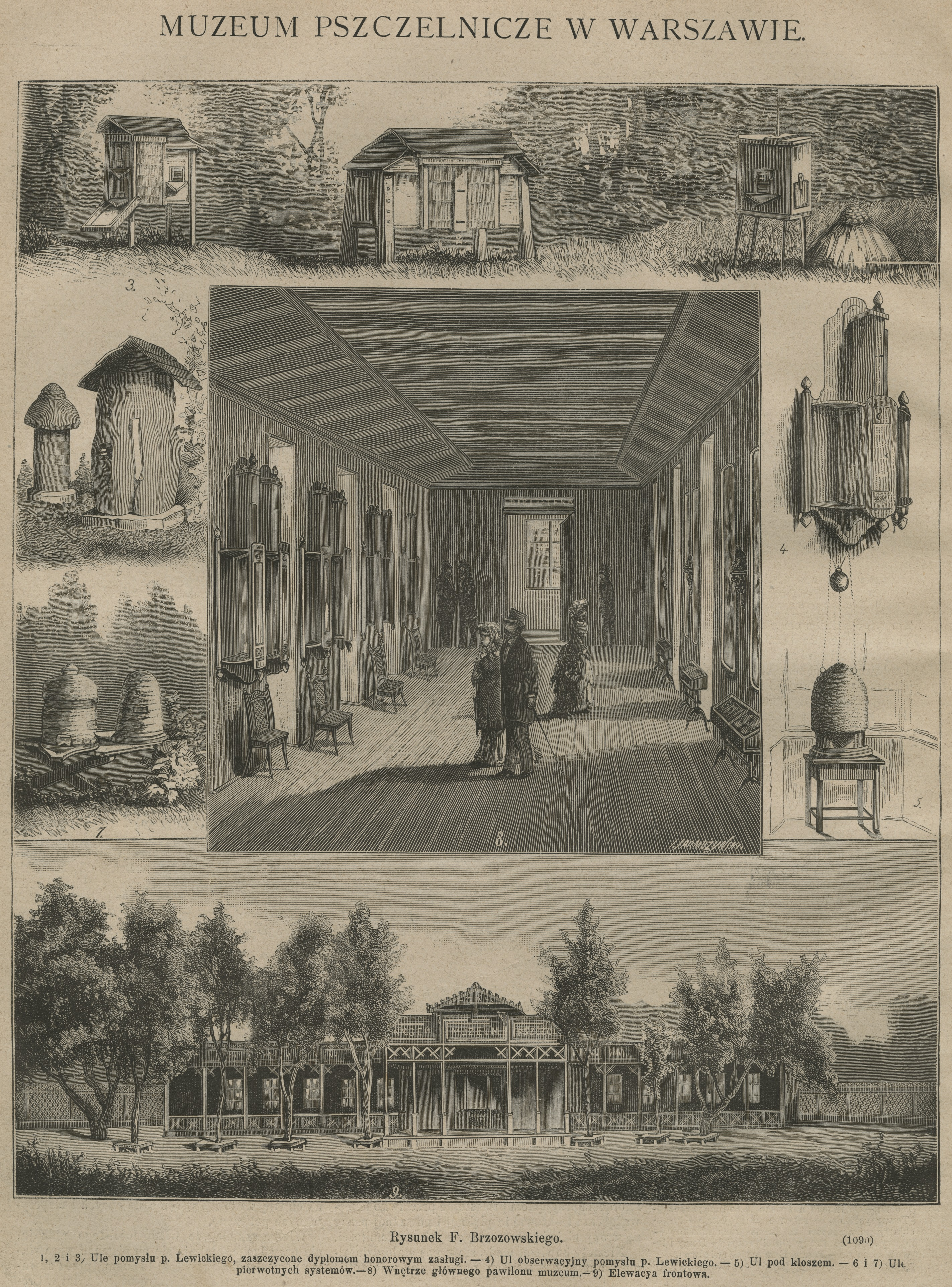
Muzeum pszczelnicze na terenie warszawskiego ogrodu Koszyki

Zmarł 27 maja 1902 r. w Tworkach pod Warszawą; pochowany na Powązkach w Warszawie (kwatera 1-6-10/12).